# T-Cross
 T-CROSS（ティー・クロス）は、FM徳島で放送されていたラジオ番組である。

## 概要
- 前番組「MIX SHAKE」をリニューアルして、2004年4月放送開始。
- 16時台・17時台は情報番組としての側面が強いが、18時台は一転して音楽色の強い番組作りになっていた。
- 大幅な番組改編のため、2010年3月25日に終了した。また、この番組が終了に伴い、16時台はflowers（JFNC制作）となった。

## パーソナリティ
- 中井真奈（月曜日・火曜日）
- 斉藤翠（水曜日・木曜日）
- 森裕子
- 南真世
- 滝水瞳
- 安木理恵
- 大屋香里

## 備考
- 当初の放送時間は17:48までで、「ON THE WAY COMEDY 道草」を挟んで、18:00からは「MUSIC-GO-ROUND」を放送していた。2006年4月から、放送時間が16:00 - 18:55になった。
- 放送後期は、新人アナウンサーの登竜門といった意味合いも持つ番組になっていた。